# تاريخ الإسكندرية

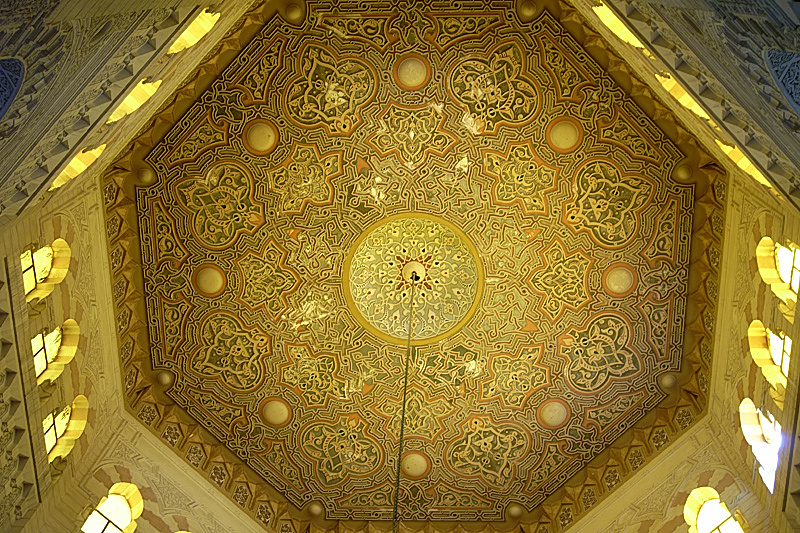
قبة جامع أبي العباس المرسي

تعد كل من الإسكندرية وأبو قير من المدن السّاحلية التراثيّة، حيث روى عنهما الزوّار والمؤرخون الإغريق والرومان والعرب الكثير من القصص والمعلومات وتُصنف المدينتان كمدن تحتوي على آثار تاريخية تعود إلى حضارات قديمة، إلا أن هذه الآثار لم تصمد أمام عوامل الزمن. فأبو قير القديمة طُمرت تحت مياه خليج أبو قير، والإسكندرية بقصورها الملكية ومعابدها غاصت تحت مياه الميناء الشرقي ما بين قلعة قايتباي ولسان السلسلة في آواخر القرن الثامن، والغريب أنّها مالت في اتجاه واحد وكأن المدينتين كانتا مائلتين فوق جرف أرضي إنهار بهما فجأة، فاختفت المدينتان منذ ألف عام، ويُعتقد بأن سبب غرقهما هو الزلازل أو الفيضانات في العصر الإسلامي، إذ وجدت فرق التنقيب تحت المياه عملات وآثار إسلامية وكذلك أعمدة وبقايا معابد فرعونية وإغريقية ورومانية، وفي أبو قير تم العثور علي مخلفات أسطول نابليون الذي أغرقه الأسطول الإنجليزي وهو قابع في الخليج عام 1798. فعندما نتطلع إلي الميناء الشرقي أمام تمثال الجندي المجهول حالياً بالمنشية نجد أن تحت المياه تتواجد اثار مدينة الإسكندرية.

## تأسيس الإسكندرية

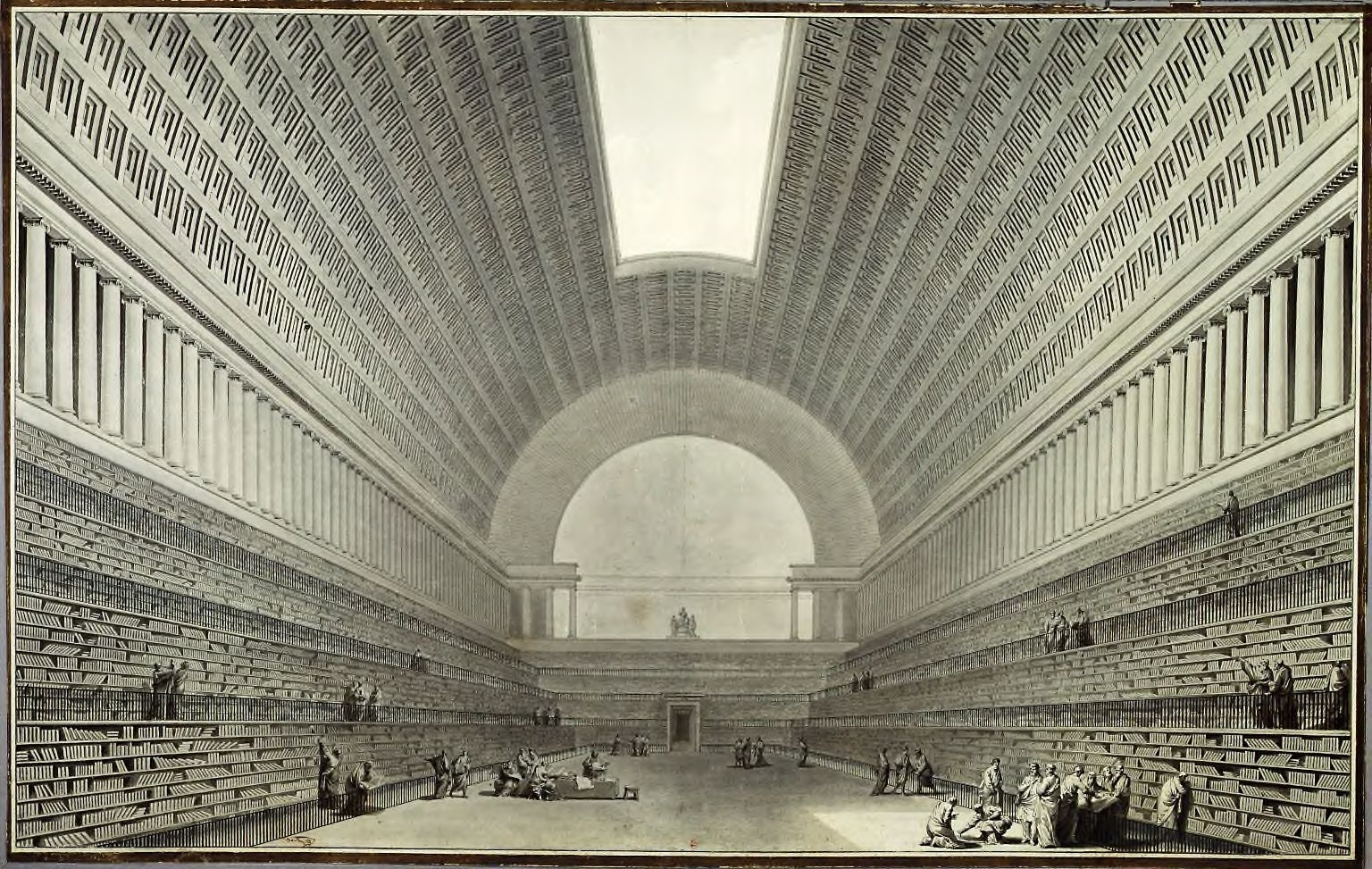
مكتبة الإسكندرية القديمة

أسس الإسكندر الأكبر مدينة الإسكندرية التي حملت أسمه في 21 يناير 331 ق.م كمدينة يونانية. وكانت قد أصبحت في عام 250 ق.م أكبر مدينة في حوض البحر الأبيض المتوسط. وتقع مدينة الإسكندرية على البحر فوق شريط ساحلي شمال غربي دلتا النيل، ووضع تخطيطها المهندس الإغريقي (دينوقراطيس) بتكليف من الإسكندر لتقع بجوار قرية قديمة للصيادين كان يطلق عليها راكوتا (راقودة ). وسرعان ما اكتسبت شهرتها بعدما أصبحت مركزاً ثقافيا وسياسياً واقتصادياً ولاسيما عندما كانت عاصمة لحكم البطالمة في مصر. وكان بناء المدينة أيام الإسكندر الأكبر امتداداً عمرانياً لمدن فرعونية كانت قائمة وقتها ولها شهرتها الدينية والحضارية والتجارية. وكانت بداية بنائها كضاحية لمدن هيركليون وكانوبوس ومنتوس. وإسكندرية الإسكندر كانت تتسم في مطلعها بالصبغة العسكرية كمدينة للجند الإغريق ثم تحولت أيام البطالمة الإغريق إلى مدينة ملكية بحدائقها وأعمدتها الرخامية البيضاء وشوارعها المتسعة وكانت تطل على البحر وجنوب شرقي الميناء الشرقي الذي كان يُطلق عليه الميناء الكبير مقارنة بينه وبين ميناء هيراكليون عند أبوقير الذي يقع على أحد روافد النيل التي اندثرت، وحالياً انحسر مصب النيل ليصبح علي بعد 20 كيلومتراً من أبوقير عند رشيد.
والمدينة الجديدة قد اكتسبت هذه الشهرة من جامعتها ومجمعها العلمي «الموسيون» ومكتبتها التي تعد أول معهد أبحاث حقيقي في التاريخ ومنارتها التي أصبحت أحد عجائب الدنيا السبع في العالم القديم.
عثر الباحثون على آثار الإسكندرية القديمة وأبو قير تحت الماء، حيث وُجدت أطلال غارقة تعود إلى حوالي 2500 سنة، تشمل مدنًا فرعونية وإغريقية. حتى الآن، تُعرف هذه الآثار من خلال ما سجله المؤرخون الرحالة أو ما ورد في الأساطير والملاحم اليونانية القديمة. وكانت مدينتا هيراكليون ومنتيس القديمتين قرب مدينة الإسكندرية القديمة وحاليا على عمق 8 متر بخليج أبو قير. وكانت هيراكليون ميناء تجارياً يطل علي فم فرع النيل الذي كان يطلق عليه فرع كانوبس. ومدينة منتيس كانت مدينة دينية مقدسة حيث كان يقام بها عبادة إيزيس وسيرابيس. والمدينتان غرقتا في مياه البحر الأبيض المتوسط نتيجة الزلازل أو فيضان النيل. كان يتمتع ميناء هيراكليون الفرعوني بشهرة معابده وازدهاره تجارياً لأنه كان أحد أهم الموانئ التجارية الفرعونية علي البحر الأبيض المتوسط، فلقد اكتشفت البعثات الاستكشافية مواقع المدن التراثية الثلاثة التي كانت قائمة منذ القدم، وهي هيراكليون وكانوبس ومينوتيس. فعثرت علي بيوت ومعابد وتماثيل وأعمدة. ولأول مرة تجد البعثة الاستكشافية الفرنسية شواهد علي هذه المدن التي كانت مشهورة بمعابدها التي ترجع للآلهة إيزيس وأوزوريس وسيرابيس مما جعلها منطقة حج ومزارات مقدسة.
وظل ميناء هيراكليون مزدهراً تجارياً حتى بنى الإسكندر الأكبر مدينة الإسكندرية عام 331 ق.م. وكان على العالم الفرنسي فرانك جوديو. رئيس فريق البحث الدولي عن الآثار البحرية التفتيش على عمق 20- 30 قدما في هذه المنطقة لمدة عامين في الساحل الشمالي، وكان يعاونه فريق البحث والتنقيب في خليج أبو قير مستعيناً بما دونه الأولون عن هاتين المدينتين، واستعان بأجهزة كشف وتصوير حديثة من بينها جهاز قياس القوة المغناطيسي، وجهاز يعمل بالرنين النووي لتصوير خريطة مغناطيسية للقاع، وجهاز التوقيع المساحي المتصل بالأقمار الصناعية لتحديد مواقع الآثار وموقع كل قطعة. حيث تم اكتشاف أعمدة من الغرانيت تحت الرمال بالقاع. ولوحظ شرخ كالهلال طوله 115 قدم وعرضه 50 قدما وكان مملوء بالرمال. ويقول جوديو معلقاً على مدينة هيراكليون: إن هذا أهم اكتشاف في تاريخ العثور على الآثار البحرية. وكان الفريق قد استعان بأحدث الأجهزة ومن بينها الموجات المغناطيسية لرسم خريطة تحت المياه للموقع ما بين عامي 1999 و2000. وتم في مؤتمر صحفي في يونيو الماضي عرض بعض مما تم العثورعليه وتصويره أمام الصحافة وتلفزيونات العالم. فلقد عثر الفريق على رأس فرعون، وتمثال نصفي مجعد الشعر وله ذقن للإله سرابيس، وتمثال طولي بلا رأس من الغرانيت للإلهة ايزيس وهما من الآلهة الفرعونية القديمة.
ويقول المؤرخون [وفقًا لِمَن؟] إن مدينة مينتوس الدينية وهيراكليون التجارية الغارقتين تم تشيدهما إبان القرنين السادس والسابع قبل الميلاد وقبل مجي الإسكندر لأكثر من قرنين. وستظلان قابعتين تحت الماء ولن ينتشل منهما سوى الآثار التي يمكن رفعها ووضعها في المتاحف. ولقد تحدثت كتابات الأقدمين عن هاتين المدينتين التراثيتين وعن أهمية المنطقة التي كانت تضم موقعهما قبل أن تغمرهما مياه البحر. فلقد ذكرهما المؤرخ الشهير هيرودوت عام 450 ق.م. فوصف معبد إيزيس الشهير بمنتيس. وقد جاء ذكر هذا الموقع في التراجيديات والأساطير الإغريقية ولاسيما في قصة مينلاوس ملك أسبرطة الذي توقف في مدينة هيراكليون أثناء عودته من طروادة ومعه الملكة هيلينا.
وكانت مدينة هيراكلون قد فقدت أهميتها الاقتصادية بعدما شيد الإسكندر مدينته الإسكندرية لتكون عاصمة لمصر لقربها من أثينا اليونانية. لكن الزلازل داهمتها في القرنين السابع والثامن بعد نحو ألف عام من إنشائها. فمالت أعمدتها وجدران معابدها تجاه البحر حتى غمرتها المياه لتصبح آثارها غارقة على بعد 4 ميل من شاطئ خليج أبو قير، وهذا ما يتضح من خريطة المسح المغناطيسي للموقع الذي قام به باحثون من جامعة ستانفورد الأمريكية. وغاصت مع المدينة أيضًا مدينتا كانبوس ومينتوس. وكان الغواصون قد اكتشفوا في الموقع تحت الماء عملات ذهبية وجواهر إسلامية وبيزنطية.
وفي دراسة أخرى يُقال إن المدينتين القديمتين هيراكليون ومينتوس قد غرقتا بسبب الفيضان عندما فاضت مياهه عند مصب فم النيل حيث كانت المدينتان، وقد حللت المياه التربة وحولتها لعجينة سائلة تحتهما. فانزلقت المدينتان لمياه الخليج بسبب شدة مياه الفيضان التي كانت تنحر التربة تحت أساساتهما فجرفتهما. وهذا ما بينته تحليلات الرسوبيات في خليج أبو قير. وهذه النظرية قد بينها العالم الجغرافي الأثري جيان ستانللي من مؤسسة سميثسونيان مستبعداً مقولة اختفاء المدينتين بسبب الزلازل أو غمر مياه الخليج. فقد توصل إلى أن النيل قد فاض وارتفع متراً عن المعتاد ما بين عامي 741 و 742 م، وأن المدينتين قد غرقتا بعد عام 730 م. لأن العملة الإسلامية التي وجدت بين الأطلال الغارقة نقشت عليها هذه السنة. أما بين المؤرخين العرب لا توجد كتابات تغطي هذه الكارثة. تُظهر سجلات فيضان النيل حدوث فيضانات هائلة خلال هاتين السنتين، إلا أن سجلات الزلازل لا تشير إلى وقوع أي زلازل في تلك الفترة.

## قصة المدينتين
كان فريق البحث الفرنسي برئاسة العالمين جوديو وإمبريير قد فتش الموقع الأول وقام بمسح القاع ما بين عامي 1999 و 2000. فعثر علي موقع شرق مدينة كانوبس القديمة علي بعد 1,6 كيلومتر من الساحل. ووجد فيه آثارًا طمرتها كميات من الطمي بسمك يصل الى خمسة أمتار فوق كانوبس الشرقية، بينما كانت مدينة هيراكليون التي تقع علي بعد 5,4 كيلومتر، مغمورة تحت طمي يصل سمكه سبعة أمتار. وحاليا يقع مصب النيل علي بعد 20 كيلومترا شرق أبو قير عند رشيد، بعدما كانت المدينتان تطلان عليه إبان قيامهما. وكانت مدينة مينوتيس- كما تُبين أطلالها المغمورة تحت الماء- أهم مدينة مقدسة في مصر القديمة، وموئلًا لوفود الحجاج إليها بسبب وجود معبد إيزيس بها. وكانت المدينة الملاصقة هي مديتة كانوبس، والتي كانت مخصصة لإقامة الاحتفالات الدينية التي كانت شائعة في العالم القديم. أما ميناء هيراكليون كان يستقبل المراكب المحملة بالبضائع قبل دخولها لمياه فرع النيل. وتعتبر المدن هيراكليون ومنتيس من المدن التي أقامها الإغريق التجار الذين كانوا يعيشون في مصر قبل مجيء الإسكندر. لهذا كان بها آثار إغريقية كمعبد هرقل ومعابد الآلهة الفرعونية إيزيس وأوزوريس وسيرابيس. وكانت أيضًا مدنًا للفنون والمال. فلقد رُفع من الماء تمثال إيزيس الذي يصل ارتفاعه الى 1,5 متر، وكان مصنوعًا من الجرانيت الأسود، وتم العثور على رأس فرعوني لتمثال أبو الهول، وتمثال ضخم للإله حابي إله فيضان النيل وإله الخصب والنماء، وهو أكبر تمثال عثر عليه لإله في مصر حتي الآن، وطوله 11 قدما ووزنه 6 طن من الجرانيت، وتم انتشاله عام 2001. كما عُثر علي أواني طبخ وصحون للأكل وعملات ذهبية ومصابيح زيتية ومرايا.
في دراسة حديثة نشرتها مجلة (نيتشر) بينت أن مدينتا هيراكلبون وكانوبس قد إنزلقتا وغارتا في المياه بسبب طمي فيضان النيل وتخلخل الأساسات لمنشئاتهما ولاسيما عامي 741 و742 م. حيث كان الفيضان شديدا. مما جعل الطمي يترسب بالبحر في هذه المنطقة. ولتراكمه سبب عبئا فوق أرضية القاع فتصدعت. وهاتان المدينتان كانتا قد عاصرتا الإغريق والرومان والبيزنطيين والعرب. وقد اختفيتا في القرن الثامن لأنهما كانا قد شيدا فوق أرضية الأحراش الرخوة. دراسة قصة هاتين المدينتين سوف تعطي دلالات حول المدن الساحلية وتعرضها لمخاطر الزلازل والانزلاق تحت الأمواج. وكان الفريق الفرنسي من الباحثين عن الأثار الغارقة تحت المياه برئاسة العالم الفرنسي والأثري البحري فرانك جوديو من المؤسسة الأوربية لآثار تحت المياه بباريس، قد أعلن اكتشاف مينائي مدينتي هيراكليون ومونتيس الغارقتين، وآثار يرجع عمرها الى 2500 سنة تحت مياه ساحل الإسكندرية.

## الإسكندرية أيضاً
و هذه الكارثة التي أحدقت بأبو قير كانت قد طالت أيضاً 20% من الإسكندرية التي بناها الإسكندر الأكبر. حيث اختفت أجزاء منها تحت المياه بسبب الزلازل ما بين القرنين الثالث والثامن. فلقد قام لمدة تسع سنوات فريق البحث الفرنسي بمشاركة فريق مصري بالغوص تحت الماء لاكتشاف مدينة الإسكندرية الغارقة. وخلال خمس سنوات من بداية البحث عن الآثار الغارقة عام 1994 في منطقة فاروس، تم اكتشاف تمثال عملاق لفرعون و26 تمثال لأبو الهول ومئات الأعمدة وآلاف من قطع أحجار البناء. وقد يكون موقع الميناء يوما ما مزارًا سياحيًا تحت الماء. وكان الفريق قد اكتشف عام 2001 موقع أحياء المدينة الغارقة وحددوا ثلاثة شوارع منها و30 بناية من بينها ثلاث بنايات رئيسية. كما تم اكتشاف موقع راكوتا (راقودة)، القرية الصغيرة التي بنى بجوارها الإسكندر الأكبر مدينته حيث تم العثور على أحجار، بالإضافة الى سور خشبي مصنوع من خشب الصنوبر لميناء قديم كان موجودا قبل بناء الإسكندرية، وكان قد شيد الميناء الخشبي في القرن الخامس قبل الميلاد.
كما أظهرت الحفريات المائية جزيرة (أنتيروديس) التي شيد عليها ملوك الإغريق قصورهم بدءا من الإسكندر ونهاية بكليوباترا السابعة، ولاسيما قصرها الذي أغوت فيه يوليوس قيصر ومارك أنطونيو وكان ملحقا به رصيف بحري. وكانت أعمدته من الجرانيت الأحمر وقطر العمود الواحد متر. وكانت الجزيرة قلعة محصنة بعدما أصبحت الإسكندرية عاصمة مصر البطليموسية. وكانت كليوبترا قد شيدت أو جددت معبد إيزيس فوق الجزيرة. وعلى الشاطيء المقابل للجزيرة كانت قد شيدت تمثالًا ارتفاعه خمسة أمتار لإبنها قيصرون من يوليوس قيصر. واكتشفت البعثة رأس التمثال الذي أُرسل للمتحف البريطاني حاليا. كما شيدت معبدًا لإبن إله البحر بوسيدون ليواجه الجزيرة من جهة الشرق. واكتشف الماسح الصخور التي كانت موجودة تحت المياه عند مدخل الميناء الشرقي، والتي تمثل خطرًا للسفن التي كانت تدخل أو تخرج من الميناء. ومن بينها صخرة الماس المجاورة للفنار بأقصي غربه. وعن طريق التعرف على هذه الصخور تم تحديد عرض مدخل الميناء، وكان عرضه 300 مترا. كما تم اكتشاف رأس لوخياس (Lochias) (السلسلة حاليا) بأقصي شرقي الميناء وكان يمتد 45 مترا باتجاه شمال الغرب. وقد غمرت المياه معظم الرأس حيث أقيم حاجز للأمواج مؤخرا بمنطقته فوق الأثار التي كانت قائمة فوقه.
في أقصي شمال غرب الميناء الكبير توجد قلعة قايتباي التي أقيمت في القرن 15 أيام المماليك فوق جزيرة فاروس التي أصبحت متصلة باليابسة شمال غرب المنشية وبالأنفوشي عند منطقة بحري بالإسكندرية. وحول القلعة تم العثور بالمياه على أعمدة وتماثيل وبقايا منارة الإسكندرية التي كانت قائمة فوق صخرة تحيط بها المياه عند أقصي الطرف شرق جزيرة فاروس، وكانت تعتبر أحد عجائب الدنيا السبع في العالم القديم. وقد بنيت ما بين عامي 285 و280 ق.م أيام بطليموس الثاني. كان يُرى ضوءها من عرض البحر وقد دمرها زلزال ما بين عامي 1303 و 1349 م. وكانت عبارة عن طابق أرضي مربع يعلوه طابق مثمن الشكل والطابق الثالث كان مستديرا. ولها سلم حلزوني وكان يرفع لها الوقود عن طريق رافعة. وكانت مجمرة النيران في القمة ومعها مرآة عاكسة شفافة من الزجاج العاكس للضوء. وقام مصورون تحت الماء بتصوير المنطقة التي كانت حول الفنار، فعثروا على ستة من الأعمدة على هيئة نبات البردي وبعضها عليه خرطوش الملك رمسيس الثاني الذي حكم مصر قبل إنشاء الإسكندرية بتسعة قرون. وشاهدوا قطعا من ثلاث مسلات لسيتي الأول أبو رمسيس الثاني. وفي جنوب شرق الميناء اكتشفت البعثة ثلاث موانيء غارقة وكانت تطل على الساحل الداخلي للميناء الشرقي. وكانت محاطة بحجارة الأرصفة التي كانت تستخدم لرسو المراكب وكحاجز للأمواج. والإسكندرية من خلال السجلات التاريخية والأثرية قد ثبت أنها تقلصت ودُمرت بواسطة زلزال قد ضربها في أواخر القرن الثامن كما يقول بعض العلماء. وهذا يتضح من خلال جغرافية المكان. وكثيرون يوعزون هذه الكارثة لفيضان النيل وتراكم رواسب الطمي مما شكل ثقلا علي القاع ففلقه. ورغم عدم وجود تصدع في قشرة أرض المنطقة لكن إزاحة زلزالية بها قد سُجلت بسبب زلزال هائل شدته 8,5 ريختر داهمها عام 365 ميلادية. وقد وقع في جزيرة كريت مما رفع لشدته أرضية قاع البحر 25 قدما. لكن لا توجد تسجيلات تاريخية لهذا الزلزال. رغم أن بعض العلماء يحدسون بأن ثمة زلزالا قد نشب من النيل للبحر دمر المدينة وجعل الأرض تحتها تتخلخل وتلين حتى تحللت وغاصت في المياه. مما جعل العلماء يعودون للتفتيش عن صدع موجود بالفعل بين الأطلال الملقاة فوق القاع واكتشفوه.

## تخطيط المدينة
قام المعماري (دينوقراطيس) بتخطيط مدينة الإسكندر تخطيطا أشبه بالمدن الإغريقية القديمة. التي كان تخطيطها على شكل شطرنج أو ما يقال بالطراز الهيبودامي عبارة عن شارعين رئيسيين ومتقاطعين بزاوية قائمة هما شارع كانوبك وشارع سوما وعرض كل منهما 14 متر. ومنهما تتفرع شوارع جانبية متوازية عرضها 7 متر. وكان كانوبك (شارع فؤاد حاليا) يربط بوابة القمر من الغرب وبوابة الشمس من الشرق. وكان الشارع يمتد شرقا ليربط مدينة كانوبس (أبوقير). وكان يتقاطع شارع سوما (النبي دانيال حاليا) مع شارع كانوبك ويمتد من الشمال للجنوب. وتقاطعهما كان مركز مدينة الإسكندر حيث يُقال أن الإسكندر الأكبر قد دفن هناك بهذه المنطقة بعد عودة جثمانه من بابل. وكان يربط جزيرة فاروس شمال شرق الميناء الكبير بالبر جسر يطلق عليه هيبتاستاديون (هيبتا: سبعة.ستدات وحدة مقياس طولي). وكان جسرا ضيقا نسبيا، ثم تحول ليابسة ضمت الجزيرة بالبر في منطقة المنشبة والأنفوشي. وكان يفصل بين الميناءين الشرقي وكان يطلق عليه الميناء الكبير والغربي وكان يطلق عليه ميناء العود الحميد.
وكان عند ميناء طبيعي قرب قرية الصيادين في راقودة بني الإسكندر ميناء محصن أشبه بالقلعة، ويقع شرق الميناء الشرقي حاليا عند منطقة السلسلة. وقد قام بتوصيل جزيرة فاروس المقام عليها قلعة قايتباي حاليا بالبر بجسر هيبتاستديون وكان طوله 1300 متر. وبهذا تمت إقامة مينائين لمدينته علاوة على الفنار ليرشد السفن ليلا ونهارا من فوق جزيرة فاروس. وكان الحي الملكي يقع قرب الإبراهيمية ومصطفى كامل. وكان في المدينة معبد السرابيوم لعبادة الإله سيرابيس وهو بالمنطقة بين باب سدرة وكوم الشقافة وبجواره معبد الإله مترا الإغريقي وقد تهدم المعبد أيام الرومان. وفوق تل سدرة يوجد عمود السواري (بومبي) وتمثال فرعوني جرانيتي كبير، وخلفه تماثيل الآلهات لحمايته. وعلى يسار العمود يوجد جعران عليه كتابة هيروغليفية، وفوق التل يوجد ثلاث تماثيل لأبو الهول اثنان إغريقيان يمثلان بطليموس السادس والثالث فرعوني بلا رأس ويوجد أجزاء من تماثيل رمسيس الثاني وبسماتيك وقد جلبت من هيليوبوليس. كما يوجد مقياس للنيل لقياس منسوب مياه ترعة المحمودية حاليا و12 خزان لحفظ مياه الفيضان وحمامات أثرية.
في تل كوم الدكة (المعروف أيضًا بالديماس أو البانيوم) يقع المسرح الروماني الذي يشبه طراز الكولوسيوم في روما، محاطًا بحديقة. يتميز المدرج بهيكل دائري ومدرجات من الرخام، مع سورين متداخلين على شكل حدوة حصان من الحجر والطوب الأحمر. اكتسبت الإسكندرية قوتها عام 320 ق.م بعد انتقال العاصمة من منف إلى الإسكندرية في عهد البطالمة الإغريق، حيث كانت تحتكر صناعة ورق البردي وتصدر الأدوية والعطور والمجوهرات، مما ساهم في ازدهارها الاقتصادي حتى العصر البيزنطي. انتعشت المدينة في عهد البطالمة الأوائل، وأصبحت واحدة من أشهر وأكبر المدن في العالم بفضل إنجازاتها العلمية والفلسفية، ومكتبتها الكبرى (الموسينون)، ومنارتها في جزيرة فاروس، ومعبد سيرابيس، بالإضافة إلى كون القصر الملكي مركزًا للفضائح المتعلقة بالأسرة الحاكمة. يُعتبر العصر الذهبي للإسكندرية خلال حكم الثلاثة ملوك الأوائل من البطالمة.
في عام 1995، قام فريق فرنسي بالتعاون مع فريق مصري من الغواصين بمسح طوبوغرافي لمساحة تقدر بفدانين ونصف تحت الماء بالقرب من قلعة قايتباي، حيث عثروا على آلاف القطع الأثرية الغارقة تحت أعمدة القلعة. تضمنت الاكتشافات تيجان وقواعد وتماثيل ومخلفات تعود للعصور الفرعونية والإغريقية والرومانية، بالإضافة إلى صف من الكتل الجرانيتية الحمراء التي جلبت من أسوان، حيث كان وزن كل كتلة يتراوح بين 50 و70 طنًا. يعتقد أن هذه الكتل هي بقايا سور جداري كان مقامًا بشمال القلعة، ويُقال إنها تعود إلى فنارة الإسكندرية القديمة التي تهدمت نتيجة زلزال في القرن الرابع عشر. كما تم العثور على تمثال للملك بطليموس الثاني، والذي يُعتقد أنه كان قائمًا أمام منارة الإسكندرية التي دمرت عام 1341.

## كنوز المدينة
كان المصريون يعيشون حول قرية راقودة (كوم الدكة) الإغريقية داخل المدينة. وكان الإغريق مفتونين بالفن الفرعوني فلقد تم العثور على ثلاثة تماثيل لبطليموس في وضع فرعوني و28 أبو الهول ومسلات كثيرة وبعض الأعمال الفنية الفرعونية وقد انتزعها البطالمة من مدينة هيليوبوليس (عين شمس)، والتي كانت تزين المقر الرئيسي لعبادة الإله الفرعوني
رع. وكان جيان إمبرير - مدير البحث بمركز البحوث الوطني الفرنسي قد شارك في العمل مع فريق البحث الفرنسي والمصري المشترك- وقد أدلى لبرنامج (نوفا) بشبكة PBS الأمريكية بحديث عن الأعمال الاستكشافية الأثرية التي تجري بالميناء الشرقي بالإسكندرية. فقال أن الفريق عثر علي لوحة رخامية متآكلة عليها حروف إغريقية خمسة هي (alpha, rho, tau, sigma and omega)
وكل حرف ارتفاعه 30 سنتيميتر من البرونز ولم يبق منها سوي بقايا مع ثقوب في الرخام. وهذه الحروف الخمسة ليست كافية لمعرفة ما كُتب على اللوحة. لكن دارسًا أمريكيًا قد استطاع التعرف علي هذه اللوحة التاريخية وتبين أنها مخطوط يخص بناء منار الإسكندرية. والتماثيل التي كانت مقامة أمام قاعدتها كانت لملوك البطالمة في شكل فراعنة للتعبير على أنهم ليسوا سادة الإسكندرية فقط ولكن لكل مصر. وكان كل زائر للإسكندرية من البحر لابد أن يمر أمام هذه التماثيل. وكان من بينها تماثيل للملكات في شكل الربة إيزيس المصرية. وبين في حديثه أن تماثيل أبو الهول التي عثر عليها كل واحد منها كان يمثل ملكا من ملوك الفراعنة، وكل منها يختلف في الحجم ومادة الحجر الذي صنع منه. فبعضها من الجرانيت أو الكوارتز وكانت قد جلبت هذه التماثيل من هيليوبوليس مع المسلات لتزين الإسكندرية أو تتخذ للبناء. وهذه المسلات قد أخذ بعضها من الإسكندرية لروما ولندن وباريس وأمريكا.
كما تحدث عن كيفية معالجة الأحجار والتماثيل المنتشلة من البحر والخشية عليها من تأثير الأملاح التي تتركز في الطبقة الخارجية والتي تسمى بجلد الأثر الحجري، وأشار إلى أنه يتم انتشال القطع الأثرية من الماء ووضعها في أحواض تحتوي على ماء مملح بنسبة تعادل نسبة الصوديوم في ماء البحر. يتم بعد ذلك تخفيف نسبة الصوديوم تدريجيًا باستخدام الماء العذب حتى تتخلص القطع من الملح بداخلها. يتم تغيير الماء حتى يصبح عذبًا، وتستغرق هذه العملية حوالي ستة أشهر. بعد الانتهاء من الغسيل، يتم تخزين القطع في الهواء، مما يجعلها آمنة من التآكل أو التملح.

## بعد موت الإسكندر: البطالمة يحكمون

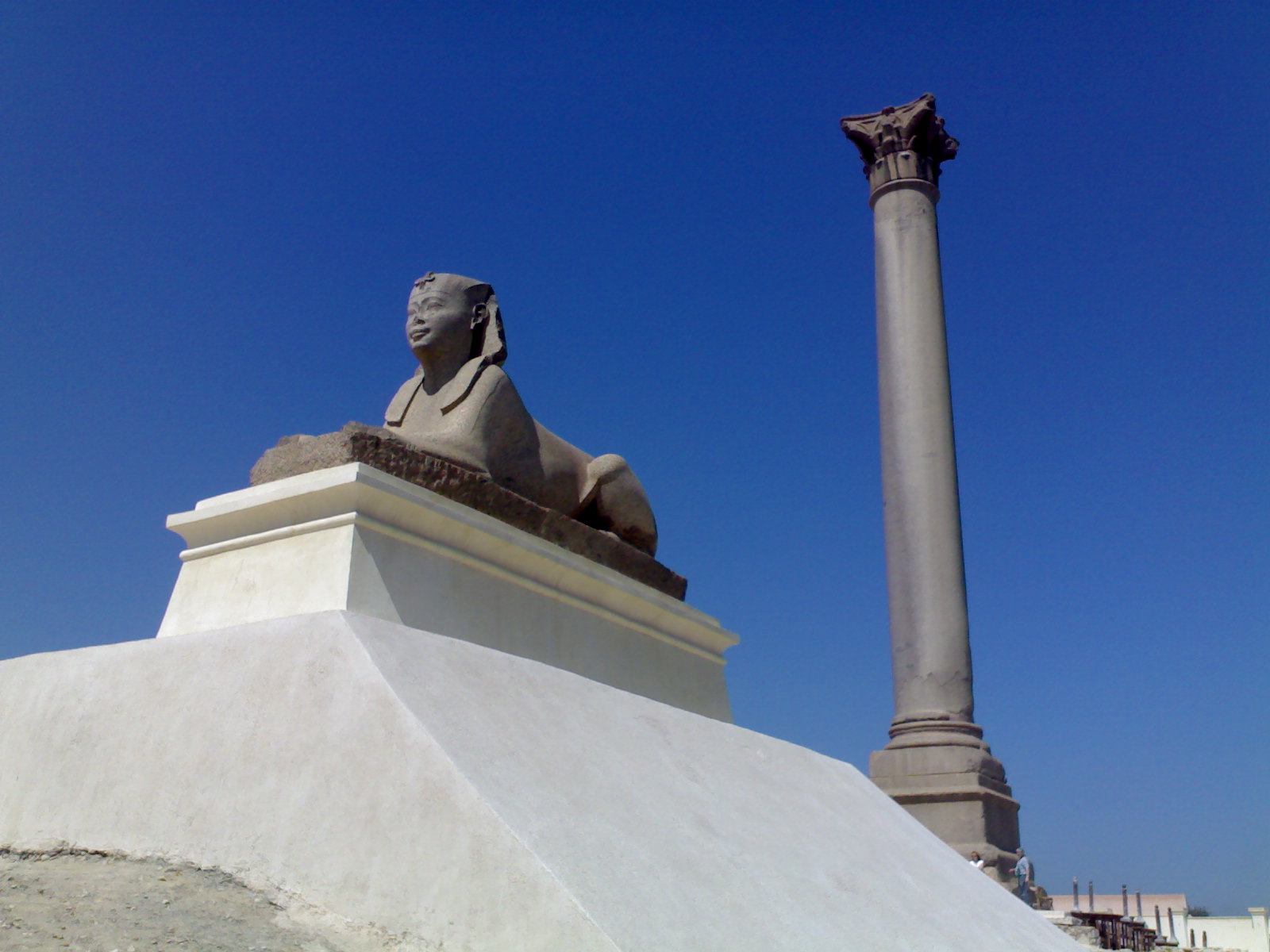
منطقة عمود السواري الأثرية، بنيت في عهد البطالمة

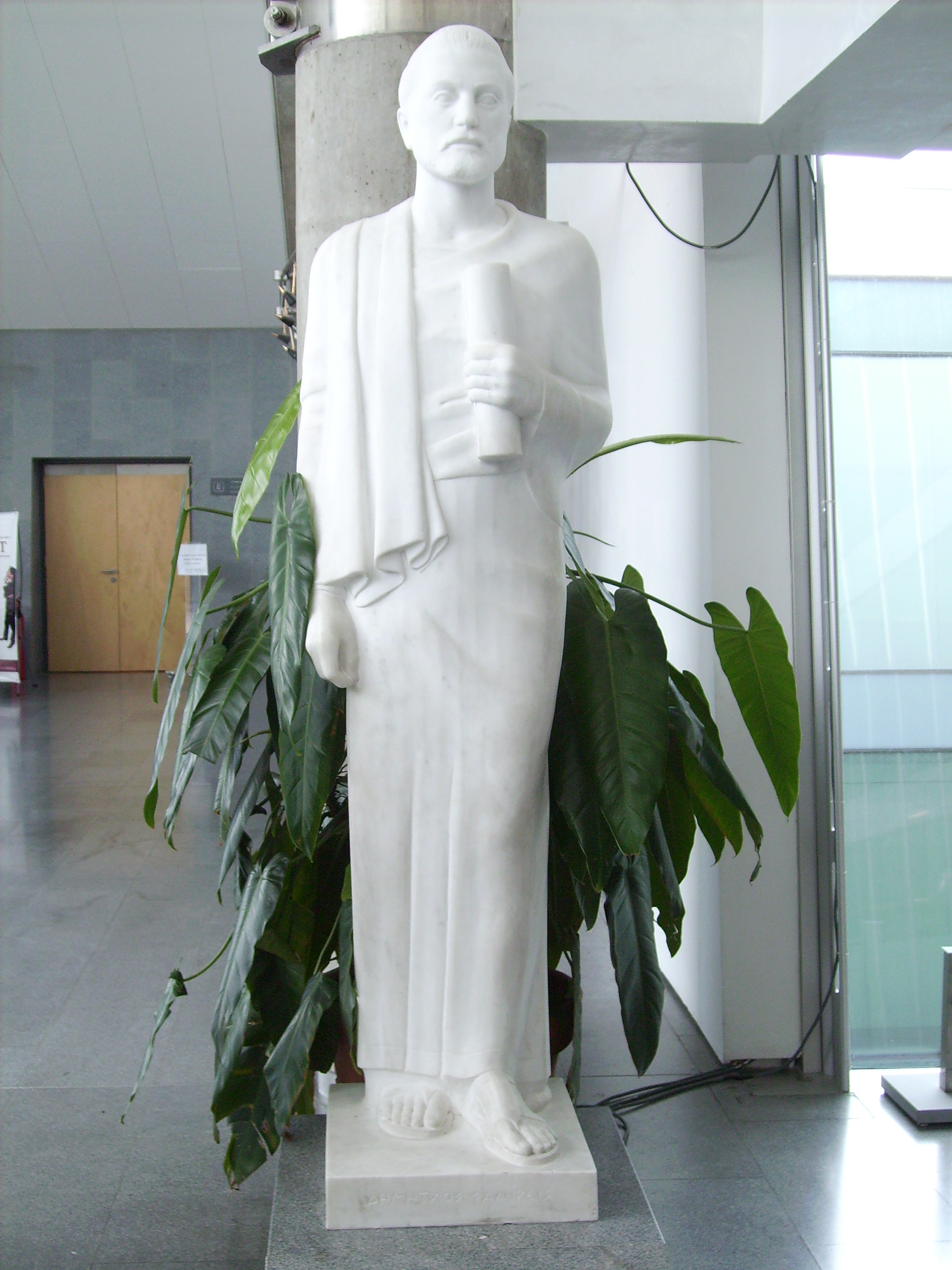
ديمتريوس الفاليري ملهم إنشاء مكتبة الإسكندرية

لم يحالف الحظ الإسكندر الأكبر لرؤية المدينة التي أمر ببنائها، حيث عاد إليها بعد وفاته ليُدفن فيها. تولى الحكم بعده أخوه أريدايوس، الذي كان قاصرًا عقليًا، بمشاركة ابن الإسكندر من روكساني، الذي وُلد بعد وفاة والده ويدعى الإسكندر الرابع، وكان قاصرًا في العمر أيضًا. لذلك، تم الاتفاق على تعيين برديكاس وصيًا وقيماً عليهما. تجزأت إمبراطورية الإسكندر بين ثلاثة من قواد جيشه، وكانت مصر من نصيب بطليموس، الذي حكمت أسرته مصر لثلاثة قرون. ورغم كونه مقدوني المولد، شهد بطليموس ميلاد المدينة الجديدة التي أرادها أن تكون عاصمة ثقافية وفكرية للعالم. خلال فترة حكمه (323 ق.م - 304 ق.م)، اتسعت مملكته لتشمل ليبيا وفلسطين وقبرص بجانب مصر. ومنذ ذلك الحين، أصبحت الإسكندرية هي عاصمة مصر.
انتعشت المدينة في عهد بطليموس الثاني، الذي كان شغوفًا بالعلم والمعرفة، فقام بأسيس مكتبة الإسكندرية الشهيرة، مستلهمًا من ديمتريوس الفاليري، وجمع بطليموس الثاني الكتب من اليونان وسورية وبابل وبلاد فارس والهند، واشتراها بماله الخاص ووضعها في المكتبة، ثم أصبح يأتيها الطلبة من جميع أنحاء العالم ليتعلموا فيها أمور العلم والرياضيات والفلسفة. كما قرر ترجمة التوراة إلى اليونانية، حيث اختار الكاهن الأكبر لمعبد القدس 72 من كبار اليهود ليقوموا بترجمة الكتب المنسوبة إلى موسى، والتي عرفت ب"النص السبعيني". لم تكن الإسكندرية معروفة فقط بأنها عاصمة العلم، بل كانت أيضًا أكبر مكان يتواجد فيه تجمع لليهود في العالم. أدى انتعاش المدينة إلى زيادة الهجرات اليهودية إليها. كما ضم جيش البطالمة بعض الجنود المرتزقة من اليهود، وسمح بطليموس الثاني للعديد منهم بالسكن في الإسكندرية بعد إطلاق سراحهم. يهود الإسكندرية في ذلك العصر شاركوا في نمو المدينة فكرياً فظهر منهم الكثير من الفلاسفة والعلماء.
قسم البطالمة المدينة إلى ثلاثة أحياء: يوناني (حي بروشوم)، مصري (حي راكتوس المعروف الآن بكوم الدكة)، ويهودي (في المنطقة الشرقية). هذا التقسيم أثر سلبًا على المدينة، حيث ظهرت اضطرابات منذ عهد بطليموس الرابع (221-204 ق.م) بسبب الحروب في فلسطين،والتي أدت في النهاية لضياع الشام من قبضة مصر، مما أثر على تدهور وضع اليهود في الإسكندرية الذين أظهروا الكثير من التمرد والعنف طيلة الثلاثون عاماً التالية ومن وقت لآخر حتى سقوط البطالمة.
على الرغم من التحديات، حققت فترة حكم البطالمة إنجازات كبيرة مثل: النهضة العلمية والفكرية، ومكتبة الإسكندرية، ومنارة الإسكندرية، والقصر الملكي، المعابد وعلى رأسها معبد سيرابيس، وتم وصل جزيرة فاروز بالشاطئ الرئيسي (ما يعرف بالمنشية حاليا)، الأمر الذي لم يُتح فقط سهولة الانتقال للجزيرة بل سمح كذلك بوجود ميناءين للمدينة (ميناء شرقي وغربي). علاوة على ذلك، التزم البطالمة بالتقاليد المصرية القديمة، فقد اعتمدوا بصفة عامة على ولاء الشعب المصري وحكموا كالمصريين. ولكن على الجانب الآخر، كان المصري البسيط يعاني من سوء الأحوال الاقتصادية بسبب الضرائب المرتفعة. كذلك كان اليونان يمثلون الطبقة العليا في مصر رغم أن الجهاز الإداري ظل في أيدي المصريين. فضلاً عن أن القصر الملكي عانى من فضائح عائلية من قتل وسرقة للعرش وغيرها. غير أن العصر الذهبي للإسكندرية كان وبحق من نصيب أول ثلاث حكام بطالمة.

## نهاية حكم البطالمة
في أواخر عهد الأسرة البطلمية، شهدت مصر صراعات داخلية على الحكم، مما أتاح لروما، القوة الصاعدة في ذلك الوقت، السيطرة على البلاد. بدأت هذه السيطرة الفعلية منذ عام 80 ق.م. وفي عام 48 ق.م، استعانت كليوباترا بالقائد الروماني يوليوس قيصر للتخلص من أخيها، بطليموس الثالث عشر، بسبب الصراع بينهما على الحكم. دخل قيصر الإسكندرية بجيشه، وبعد معارك عدة، انتصر وقتل أخ كليوباترا، مما أتاح لها الانفراد بحكم مصر.
وفقًا لبعض المؤرخين، يُعتقد أن مكتبة الإسكندرية الشهيرة احترقت خلال صراع يوليوس قيصر مع بطليموس الثالث عشر. وفيما بعد، دخلت كليوباترا في علاقة حب مع قيصر، الذي قُتل عام 44 ق.م، ثم انتقلت لعلاقة مع القائد الروماني مارك أنطوني. هذه العلاقة أدت إلى دخول مصر في حرب ضد منافسه أوكتافيوس (أغسطس)، والتي انتهت بهزيمة الأسطول المصري ومقتل أنطوني، ثم انتحار كليوباترا. وبذلك، أصبحت مصر مقاطعة رومانية في عام 30 ق.م.

## مصر ولاية رومانية (30 ق م –631م)

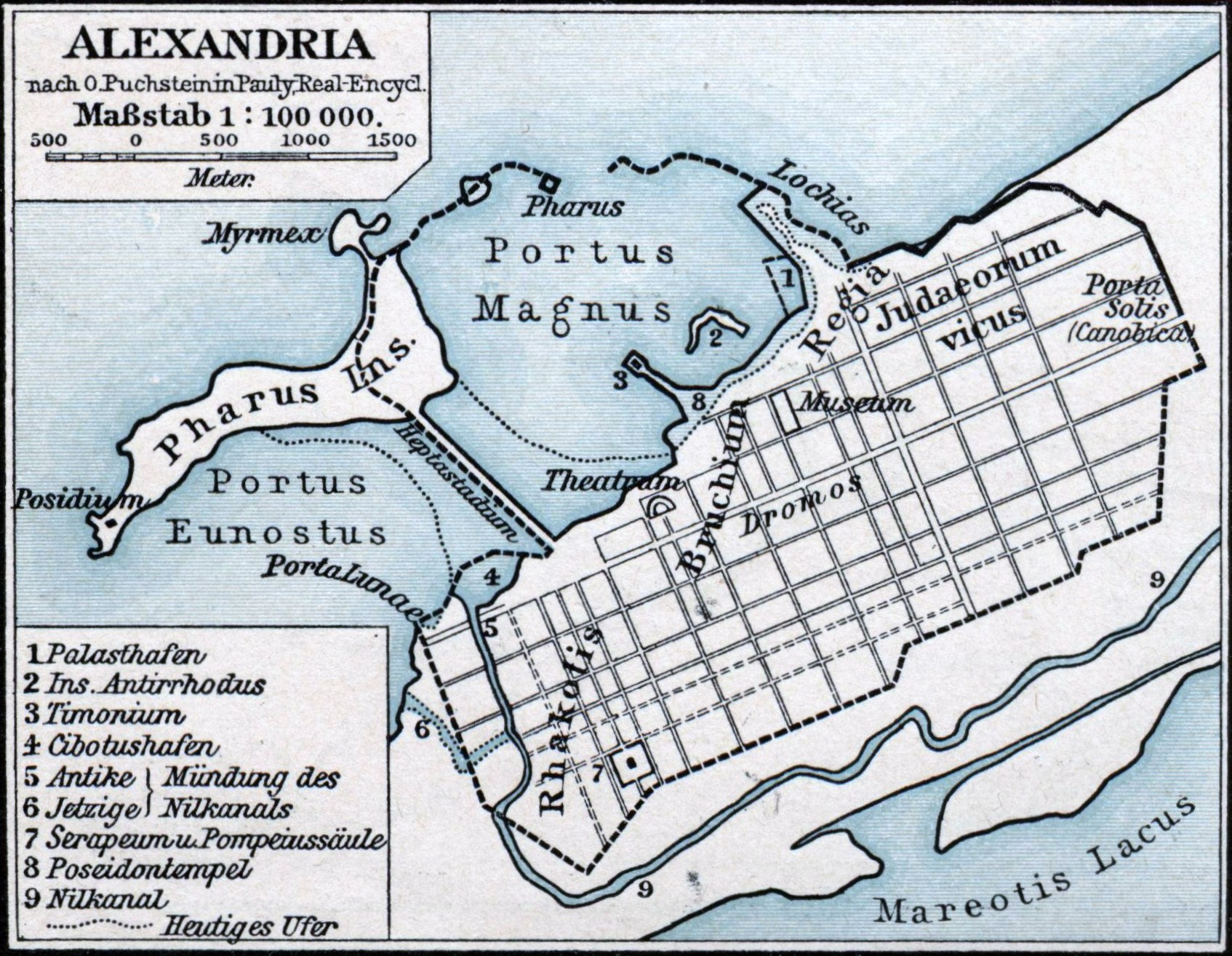
خريطة رسمت سنة 1901م تبين شوارع الإسكندرية الرومانية

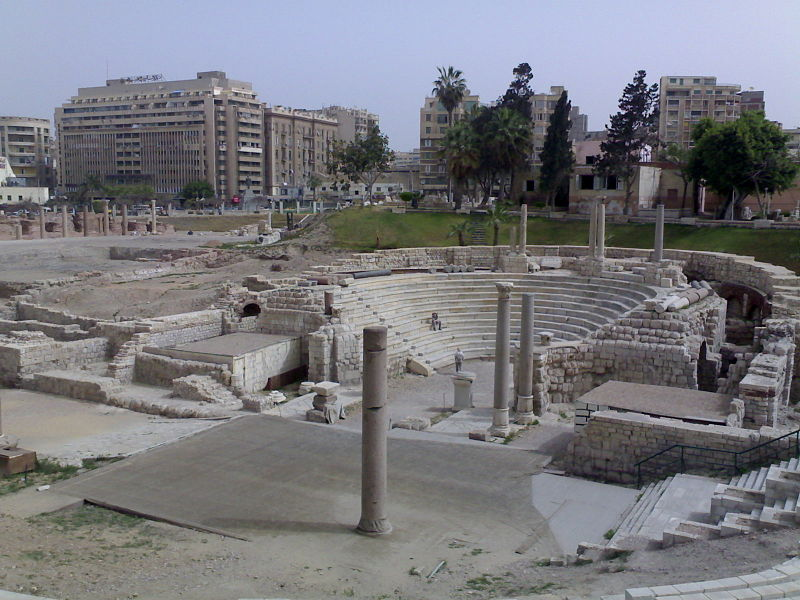
منطقة المسرح الروماني الأثرية

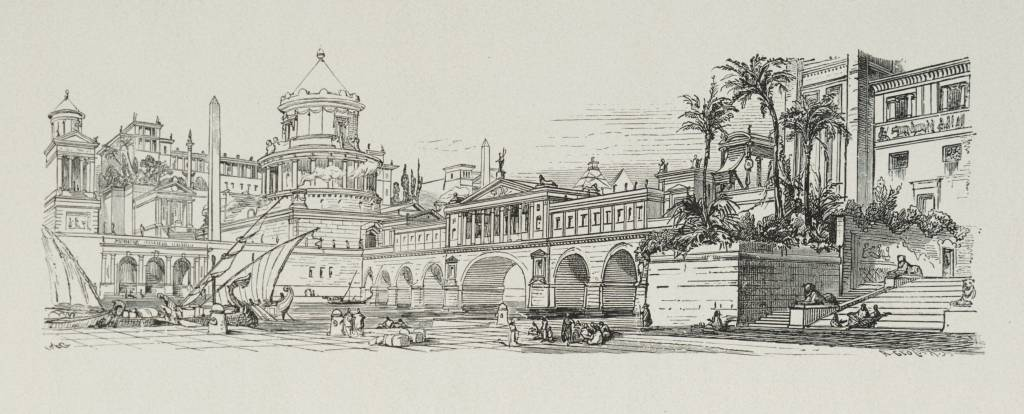
رسم تصوري من سنة 1878م لشكل الإسكندرية في الحقبة الرومانية

رغم أن البطالمة لم يكونوا من المصريين إلا انهم حكموا كمصريين- فراعنة- وشهدت الإسكندرية في عهدهم ميلادها الحقيقي وازدهارها الأول وكانت عاصمة لمصر لأكثر من ثلاثة قرون، إلا أن الرومان حولوا مصر من دولة مستقلة ذات سيادة إلى مجرد ولاية تابعة للإمبراطورية الوليدة –روما- فلم يقدموا الكثير ليحظوا باحترام أو تقدير المصريين!
فقد حظى عهدهم بكثير من الأحداث والصراعات. بدأ حكمهم بإلغاء مجلس المدينة في الإسكندرية العاصمة (ما يعرف بالبرلمان حالياً) مما أثار الاحتجاج والغضب، كذلك تم نزع جميع القوى عن الأسرة البطلمية مما أدى إلى ظهور طبقة من الأثرياء النبلاء بلا عمل!
كما زادت الضرائب وكأنها نوع من «العقاب» الجماعي. وكان القمح يزرع في مصر ويشحن من الإسكندرية إلى روما ليطعم أهلها! مما جعل لمصر أهمية خاصة.
وخوفاً من الطبيعة المتمردة الثائرة التي وصف بها أهل الإسكندرية في تلك الحقبة وكذلك ذكرى نهاية كليوباترا ومارك أنتونى في المدينة وسقوط مصر وما صاحب تلك الفترة من توتر، فقد فكر الإمبراطور الروماني أغسطس في بناء مدينة جديدة شرق الإسكندرية مباشرة والتي عرفت فيما بعد بـ«نيكوبوليس» Nicopolis والتي أصبحت - بأتساع المدينة- جزء من الإسكندرية والمعروفة الآن بمنطقة «الرمل»! ثم تم فيما بعد بناء مكتبة كبيرة بها «سيزايروم»Caesarium، حاول الرومان بها جذب العلماء والمفكرين. وقد ظلت الإسكندرية أكبر مدينة في الإمبراطورية الرومانية الواسعة بعد روما العاصمة.
كذلك تم تجديد وإعادة حفر القناة القديمة التي كانت تربط نهر النيل والبحر الأحمر لخدمة التجارة.
وكذلك فقد أعطى الرومان لليهود في الإسكندرية-و الذين كانوا يمثلون جزءا أساسيا من التركيبة السكانية للمدينة- حريات كثيرة وسمح لهم بإدارة شئونهم الخاصة. غير أن كل ذلك لم يوقف حركات التمرد والتوتر في المدينة والتي وصف أحد الكتاب القدماء أهلها بأنهم «الأكثر رغبة في الثورة والقتال من أي قوم آخر»!. فضلاً عن احتجاج الاسكندريون بصفة عامة على الحكم الروماني، والذي أدى في عام 215 م، وعلى إثر زيارة الإمبراطور الروماني كاراكلا إلى الإسكندرية تم قتل ما يزيد عن عشرين ألف سكندري بسبب قصيدة هجاء قيلت في الرجل!
يُعتبر ميلاد الديانة المسيحية من أهم الأحداث في التاريخ، حيث تزامن ذلك مع بداية الحكم الروماني في مصر. جذبت هذه الديانة الجديدة الكثير من المصريين نظرًا لما تدعو إليه من خير للبشرية. ومع زيادة عدد المؤمنين، بدأ عصر جديد من الاضطهاد، حيث قُتل القديس مرقص في الإسكندرية عام 62 م، وهو الذي أدخل الديانة إلى مصر. واجه المؤمنون اضطهادًا متزايدًا، إذ كانت روما تسعى لفرض عبادة الإمبراطور والعبادات الوثنية على المصريين. من الصعب تقدير عدد الذين استشهدوا نتيجة لموقفهم المناوئ للرومان في سبيل دينهم، لكن يُعتقد أن أعدادهم كانت بالآلاف؛ حيث يقول بعض المؤرخين إن عدد الشهداء وصل إلى 144,000 شهيد خلال تسعة أعوام. نتيجة لهذا الاضطهاد، أطلقت الكنيسة القبطية على هذه الفترة اسم "عصر الشهداء" واعتبرتها بداية للتقويم القبطي المعروف بتقويم الشهداء، الذي يبدأ في سنة 284 م، تخليدًا لذكراهم وجهادهم في سبيل إيمانهم. بسبب هذا الاضطهاد الديني والظلم، لجأ البعض إلى الفرار إلى الصحراء للتعبد والتنسك، مما أدى إلى نشوء نظام الرهبنة، الذي يُعتبر في الأصل مصريًا.

## الإسكندرية تشهد صراعات جديدة
رغم التغيرات الكبيرة في العالم، حيث تحولت ديانة الإمبراطورية الرومانية من الوثنية إلى المسيحية على يد الإمبراطور قنسطنطين الكبير (306-337 م)، الذي أصدر مرسوم ميلان عام 313 م، معترفًا بالمسيحية كديانة رسمية للإمبراطورية، إلا أن الأوضاع في الإسكندرية لم تتحسن. أصبحت المدينة مركزًا لعلم اللاهوت المسيحي، وامتلكت كنيستها قوة دينية وروحانية عالية. ومع ذلك، ظهرت في هذه الفترة بدعة آريوس، التي أثارت جدلًا كبيرًا وانتقلت من الإسكندرية إلى غيرها من أقاليم الإمبراطورية. أراد الإمبراطور قنسطنطين وضع حد لهذه المشكلة مبكرًا، فدعا إلى عقد مجمع ديني في مدينة نيقية عام 325 م لإرساء قواعد الإيمان، وأسفر المجمع عن تبني آراء أثناسيوس. رغم ذلك، لم ينته النزاع. بعد وفاة الإمبراطور، تولى الحكم ابنه الذي كان يتبنى الرأي المخالف (رأي آريوس)، فأمر بالقبض على أثناسيوس في الإسكندرية. تبع ذلك إجراءات عنيفة لإرغام الناس على اتباع فكر آريوس، حيث تعرض العديد للتعذيب أو القتل أو النفي.
رغم النزاعات العديدة، اكتسبت المسيحية قوة كبيرة في مواجهة الوثنية، خاصة في عهد الإمبراطور ثيودوسيوس الكبير (378-395 م)، الذي أصدر مرسومًا ببطلان العبادات الوثنية ومنع تقديم القرابين وإحراق البخور وممارسة الكهانة. قام الأساقفة في مصر بتطبيق هذا المرسوم بدقة، وكان من بينهم بطريرك الإسكندرية ثيوفيلوس (385-412 م)، الذي عزم على تنفيذ المرسوم بحزم، بدعم من أتباعه وقوات الإمبراطور. في الإسكندرية، تم تدمير معبد ديونيسوس، وشُن هجوم على معبد الأكروبول، مما أدى إلى فرار الوثنيين بزعامة الفيلسوف أوليمبيوس. كما تم تحويل بعض المعابد الوثنية إلى كنائس، مثل معبد سرابيوم المخصص للإله سيرابيس في عام 391 م، حيث شُيدت كنيستان على أنقاضه. ويقال إن مكتبة الإسكندرية الشهيرة كانت ملحقة بهذا المعبد، مما جعل بعض المؤرخين، مثل إدوارد جيبون في كتابه "Rise & Fall of the Roman Empire"، يعتقدون أن المكتبة تم حرقها على يد بطريرك الإسكندرية في ذلك الوقت. ومع ذلك، لا يمكن إثبات ما إذا كانت المكتبة قد ظلت قائمة عند تدمير المعبد، حيث يقول مؤرخون آخرون إن المكتبة دُمرت على يد المسلمين. على الرغم من مرسوم بطلان العبادات الوثنية والأعمال المترتبة عليه من تدمير رموز الوثنية، استمرت الوثنية في ممارسة عباداتها بسرية تامة. في مارس 415 م، تم القبض على هيباتيا، التي كانت معروفة في الإسكندرية والشرق كعالمة في الرياضيات والفلسفة، ووجهت إليها تهم بالسحر والوثنية، مما أدى إلى قتلها. بحلول نهاية القرن الخامس الميلادي، تم القضاء على الوثنية تمامًا، حيث كانت جزيرة فيلة في أقاصي الجنوب هي آخر معقل لها. أرسل الإمبراطور قوة من الجيش لتدمير معبدهم المخصص للإله إيزيس.

## دخول الفرس
انقسمت الإمبراطورية الرومانية إلى إمبراطوريتين: الشرقية (وعاصمتها بيزنطة) والغربية (وعاصمتها روما). في القرن السابع الميلادي، وصلت الإمبراطورية البيزنطية إلى حالة من الضعف البالغ، مما شجع الإمبراطورية الفارسية في الشرق على الهجوم على ممالكها واحتلال الشام ومصر. دخل الفرس الإسكندرية ونهبوا المدينة، وقتلوا الكثير من أهلها، وأحدثوا مذابح مشابهة في أماكن أخرى من مصر. في تلك الفترة، كان الإسلام في الجزيرة العربية لا يزال وليدًا، حيث وقعت هذه الأحداث التي ذُكرت في القرآن في أول سورة الروم. حزن المسلمون بهزيمة الروم، لأنهم يعتبرون أهل كتاب مثل المسلمين، في حين أن الفرس يدينون بالمجوسية. لكن الله بشرهم بأن النصر سيعود للروم في بضع سنين، وعندها سيفرح المؤمنون. وصدق الله وعده، فلم يدم الحكم الفارسي إلا بضع سنين، حيث استطاع الإمبراطور هرقل استرداد ممالكه، وعادت الإسكندرية مرة أخرى لتكون تابعة للإمبراطورية البيزنطية الرومانية. أراد هرقل تعيين بطريرك قوي في الإسكندرية يسند له الرئاسة السياسية بجانب سلطته الدينية ليكون قادرًا على قهر الأقباط. لذلك، عين بطريركًا من رومانيا يدعى "قيرس"، المعروف عند مؤرخي العرب باسم "المقوقس".

## قيرس أو المقوقس
كان النزاع المذهبي حول المونوثيليتية في أوجه في مصر، وخاصة في الإسكندرية، التي كانت عاصمة مصر في ذلك الوقت. أراد الإمبراطور هرقل تعيين بطريرك قوي ليشغل منصبًا سياسيًا بجانب سلطته الدينية، ليكون قادرًا على قهر الأقباط وإرغامهم على اتباع المذهب المونوثيليتي. لذلك، عين قيرس، وهو روماني، لهذا المنصب. لم يكد هرقل يصل إلى الإسكندرية في خريف سنة 631 م حتى هرب البطريرك بنيامين. قبل مغادرته، عقد مجمعًا في الإسكندرية حضره القسس والرعية، حيث ألقى خطابًا يحثهم فيه على الثبات على عقيدتهم حتى الموت. ثم كتب إلى أساقفته جميعًا يأمرهم بالهجرة إلى الجبال والصحارى، محذرًا إياهم من أن البلاد ستشهد وباءً وأنهم سيتعرضون للظلم لعشر سنوات، ثم سيرتفع عنهم هذا الظلم. تسلل بنيامين في كنف الليل إلى صعيد مصر، حيث مكث في دير صغير بالقرب من مدينة قوص.
بعد فشل قيرس (المعروف عند مؤرخي العرب بالمقوقس) في تغيير مذهب المصريين، بدأ في اضطهادهم، لكن ذلك لم ينل من إيمانهم. تعرض شقيق البطريرك السابق بنيامين لتعذيب بشع، حيث سلطت النار على جسمه، فاحترق وسال الدهن من جسمه، ثم رموا به في البحر، لكنه مات دون أن يتزعزع إيمانه. يقول المؤرخ ميخائيل السرباني: «لم يصغ الإمبراطور إلى شكاوى الأساقفة بشأن الكنائس التي نهبت، ولهذا فقد انتقم الرب منه. لقد نهب الرومان الأشرار كنائسنا وأديرتنا بقسوة بالغة واتهمونا دون شفقة، ولهذا جاء إلينا من الجنوب أبناء إسماعيل لينقذونا من أيدي الرومان، وتركنا العرب نمارس عقيدتنا بحرية وعشنا في سلام». المصدر:Mango, Byzantium pp 96–97

## الإسكندرية بعد ظهور الإسلام

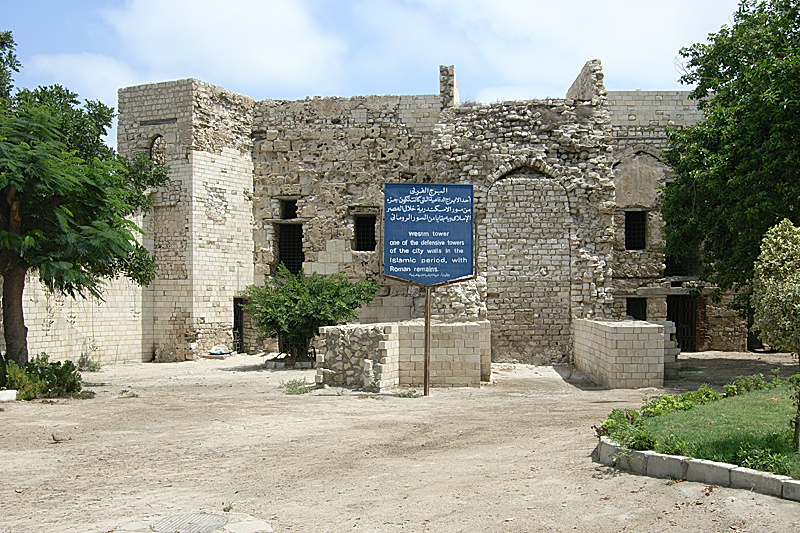
البرج الغربي - سور الإسكندرية

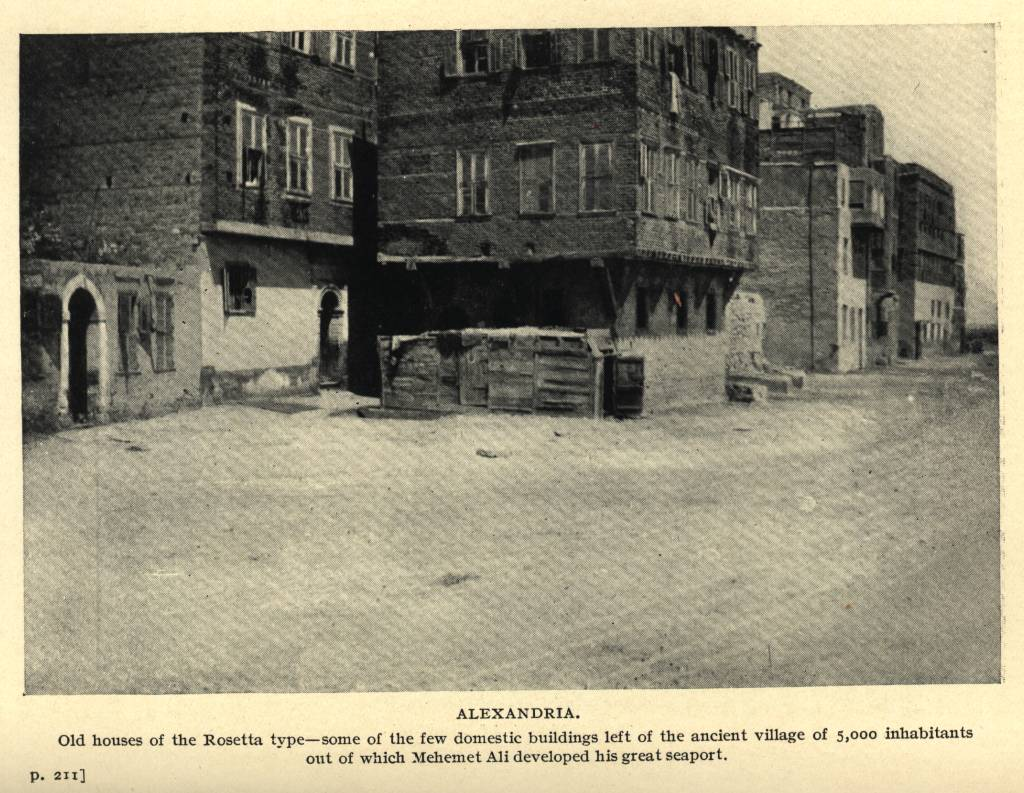
صورة من سنة 1911م تُظهر الطراز المعماري العربي الذي يبقى إلى اليوم في مدينة رشيد، وهذه البيوت كانت جزء من قرية الإسكندرية الأصلية ذات الخمسة آلاف نسمة قبل أن يشرع محمد علي باشا في بناء المدينة الحديثة

في زمن النبي محمد صلى الله عليه وسلم، عندما أرسل الرسائل إلى الملوك، كان من بينهم المقوقس، واسمه جُرَيْجُ بْنُ مِينَاء، ملك الإسكندرية. بعد وفاة النبي، خرج المسلمون من شبه الجزيرة العربية لنشر الإسلام في أنحاء العالم المعروف، وقد قدموا نماذج رائعة في الفضائل والقدوة الحسنة. رحب المصريون بالمسلمين الذين أنقذوهم من ظلم الرومان، الذين مارسوا عليهم القهر لفترات طويلة. عندما عجز البيزنطيون عن مقاومة الجيش الإسلامي، تم عقد معاهدة في عام 641 م عُرفت بـ"صلح الإسكندرية"، والتي نصت على جلاء الحامية البيزنطية عن المدينة وعدم عودتها. دخل القائد عمرو بن العاص الإسكندرية في عام 642 م، وكتب إلى الخليفة عمر بن الخطاب موضحًا مشاهداته عن المدينة، حيث وصفها بأنها تحتوي على "4000 قصر و4000 حمام عام و12000 مزرعة و40000 يهودي و400 مسرح". بعد فترة قصيرة من السيطرة على المدينة، شنت قوات البيزنطيين هجومًا مضادًا لاستعادة الإسكندرية، لكن عمرو بن العاص تمكن من هزيمتهم ودخل المدينة مرة أخرى في صيف عام 646 م. وقد رحب الأقباط في الإسكندرية، بقيادة البطريرك بنيامين، بالمسلمين ترحيبًا بالغًا، مما أدى إلى فقدان الدولة البيزنطية لأغنى ولاياتها إلى الأبد.
تم تحويل العاصمة من الإسكندرية إلى الفسطاط، حيث لم يرغب الخليفة عمر بن الخطاب في أن تفصل بينه وبين مصر بحر. هذا التحول أفقد الإسكندرية الكثير من أهميتها، لكن ذلك لم يثن العرب عن افتتانهم بالمدينة، كما يتضح من كتاباتهم العديدة التي تصف الإسكندرية ومنارتها وآثارها القديمة. استمرت حركة التجارة التي كانت تلعب فيها الإسكندرية دورًا مهمًا، وتم بناء سور جديد للمدينة. وفد إلى الإسكندرية العديد من العلماء مثل الإمام الشاطبي والحافظ السلفي وابن خلدون، الذين أثروا الحركة العلمية للمدينة. ومن المعالم التي تركتها المرحلة الأولى للفتح، ضريح وجامع أبي الدرداء، الصحابي الذي شارك في فتح مصر.
تعرضت المدينة لعدة زلازل قوية، منها تلك التي وقعت عام 956 و1303 و1323، مما أدى إلى تحطم منارتها الشهيرة، إحدى عجائب الدنيا السبع. عندما زار ابن بطوطة الإسكندرية عام 1349، لم يستطع السير عند موقع المنارة بسبب كثرة الحطام. كما تعرضت المدينة لهجمات صليبية، كان آخرها في أكتوبر 1365، حيث عانت من أعمال قتل ونهب. في عام 1480، قام السلطان المملوكي قايتباي ببناء حصن للمدينة في نفس موقع المنارة، المعروف الآن بقلعة قايتباي. خلال حكم المماليك، تم تهيئة وسائل الراحة لإقامة التجار الأوروبيين في مينائي الإسكندرية ودمياط، حيث بنيت فنادق كبيرة تحت تصرفهم. ومع اكتشاف طريق رأس الرجاء الصالح وجفاف فرع النيل، فقدت الإسكندرية الكثير من أهميتها، لكنها ظلت الميناء الرسمي المصري. في نهاية القرن الثامن عشر، ومع دخول الحملة الفرنسية الإسكندرية في 1 يوليو 1798، بدأت مرحلة جديدة مليئة بالنهضة في جميع المجالات، حيث كانت تلك الحملة بمثابة إنذار بـ"اليقظة" لكل المصريين. ومن المعالم الدينية المهمة في المدينة مسجد سيدي أبو العباس، الذي صممه وبناه المهندس المشهور محمد كمال إسماعيل.
تتمتع الإسكندرية بمكانة كبيرة عند المسلمين، حيث وُلِد أو أقام فيها العديد من العلماء والأئمة، أو دُفنوا بها. تضم المدينة عددًا من الأضرحة والمقامات التي تعتبر وجهة للعديد من المسلمين، مثل مقام الإمام أبو العباس المرسي وضريح سيدي شمس الدين اللبان، بالإضافة إلى الإمام داوود بن ما خلا وآخرين. ومن بين الشخصيات البارزة التي نزلت في الإسكندرية، الإمام أبو الحسن الشاذلي، شيخ الشاذلية، الذي قال عنه الإمام ابن دقيق العيد: "ما رأيت أعرف بالله منه". رغم ذلك، تعرض الشاذلي للأذى وتم إخراجه من المغرب بناءً على تحذيرات من البعض، إلا أنه دخل الإسكندرية واستمر في مواجهة المضايقات، مما أدى إلى ظهور كراماته التي أثبتت صدق دعوته. وتدور في الإسكندرية العديد من القصص التاريخية الدينية، مثل قصة الشيخ شمس الدين اللبان الذي سمع حديثًا من مؤذن أنكره، وبعد فترة أخبره أحد مريديه عن وليٍّ عظيم في الإسكندرية يُدعى سيدى ياقوت العرش، الذي كان تلميذًا للإمام أبي الحسن الشاذلي. سافر اللبان للقاء ياقوت العرش، آملاً في الفرج على يده.

### قصة الإمام المرسي أبو العباس حين وصوله الإسكندرية:
الإمام المرسي أبو العباس نزل الإسكندرية عام 642 هجرية برفقة شيخه الشاذلي، واستقر في حي كوم الدكة. عندما قدم من المغرب، ضاق صدره حتى ضعف عن حمله، فذهب إلى الشاذلي الذي ذكره بكرامة نزول آدم إلى الأرض، موضحًا أن هذا النزول كان تكليفًا وليس إهانة. وبيّن له أن العبوديتين تجعلان الإنسان مستحقًا للخلافة. مكث أبو العباس في الإسكندرية لمدة ستٍ وثلاثين سنة، لم يرَ خلالها وجه المتولي ولا أرسل إليه، حتى طلبه المتولي للاجتماع، لكنه أبى. كان يأتي الإسكندرية كل ليلة ليستمع إلى ميعاد الشاذلي ثم يعود إلى القاهرة. توفي في الإسكندرية عام 686 هجرية، حيث سطع نجم الطريقة الشاذلية.
كذلك، ينسب إلى الإسكندرية الإمام ابن عطاء الله السكندري صاحب الحكم. تولى في الإسكندرية الكثير من المشايخ والعلماء، من بينهم الشيخ محمد بخيت المطيعي الذي عُيِّن قاضيًا لمدينة الإسكندرية ورئيسًا لمجلسها الشرعي في عام 1311هـ، ثم عضوًا أول بمحكمة مصر الشرعية عام 1315هـ. عُيِّن أيضًا رئيسًا لمحكمة الإسكندرية الشرعية عام 1907م. في الإسكندرية، يحتفل المصريون بمناسبات دينية بطرق شعبية لا طائفية، حيث يجتمعون في المساجد لقراءة القرآن وسماع الدروس. واستمرت هذه الممارسات الاجتماعية حتى نبتت النابتة. كما كانت مكتبة الإسكندرية مركزًا هامًا للنشاطات الدينية وطباعة الكتب.

## الإسكندرية والحملات الصليبية
الحملة الصليبية التاسعة على الإسكندرية وقعت بين عامي 1365 و1369، حيث تكونت من 400 سفينة تابعة لأسطول البندقية تحت قيادة الملك بطرس الأول (دي لوزنيان) ملك قبرص. كانت هذه الحملة بمثابة هجوم مفاجئ على الإسكندرية، التي كانت في حالة سلم مع قبرص والبندقية. قامت الحملة بتدمير المدينة ونهبها بالكامل، ثم انسحبت بعد أن تلقت إنذارًا من السلطان المصري بالمغادرة خلال ثلاثة أيام.

## الإسكندرية العثمانية

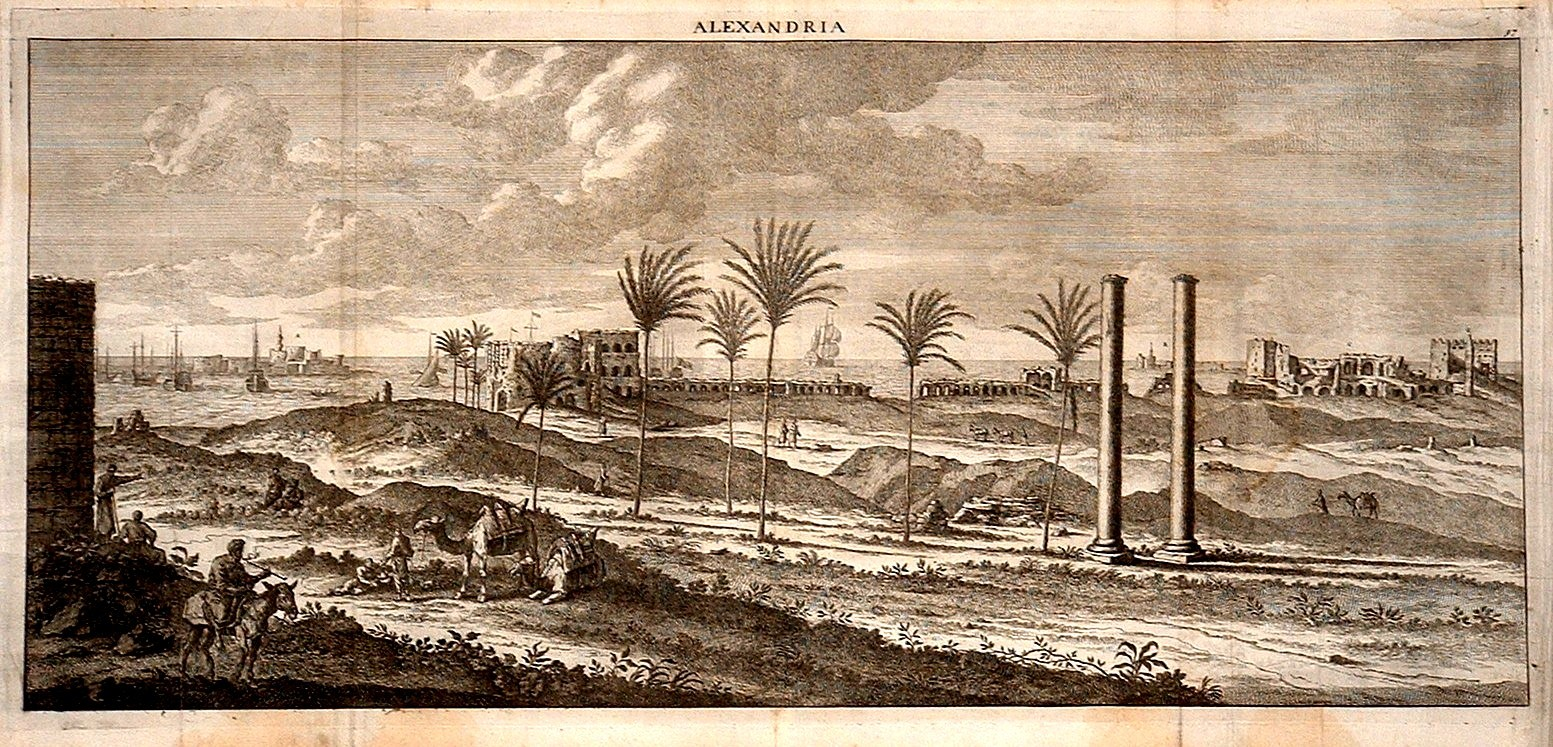
ميناء الإسكندرية سنة 1681 كما يبدو من البر

اضمحلت الإسكندرية خلال العصر العثماني (1517 – 1798 م)، وبدأ معلم التدهور والاضمحلال يظهر في عهد الأشرف برسباى. ويرجع ذلك إلى وقعة القبارصة التي تسببت في تدمير المدينة وتخريب عمرانها، بالإضافة إلى اكتشاف البرتغاليين لطريق رأس الرجاء الصالح عام 1498، الذي كان بمثابة ضربة قوية أصابت كيان الاقتصاد المصري، مما أدى إلى فقدان المدينة أهميتها التجارية وانقطاع الصلة بينها وبين أوروبا والعالم الخارجي.
بلغت شدة الإضمحلال عندما فقدت مصر استقلالها وتحولت إلى مجرد ولاية تابعة للدولة العثمانية عام 1517. وقد اقتصرت الصناعة في الإسكندرية في العصر العثماني على بعض الحرف الضرورية للاستهلاك المحلي، وكانت في جملتها حرفًا يدوية. وعانى مجتمع الإسكندرية مثلما عانت بقية أجزاء مصر من تضاؤل سلطة الدولة العثمانية في البلاد، التي أصبحت مجرد سلطة شكلية في النصف الثاني من القرن الثامن عشر.

## الحملات الفرنسية والبريطانية

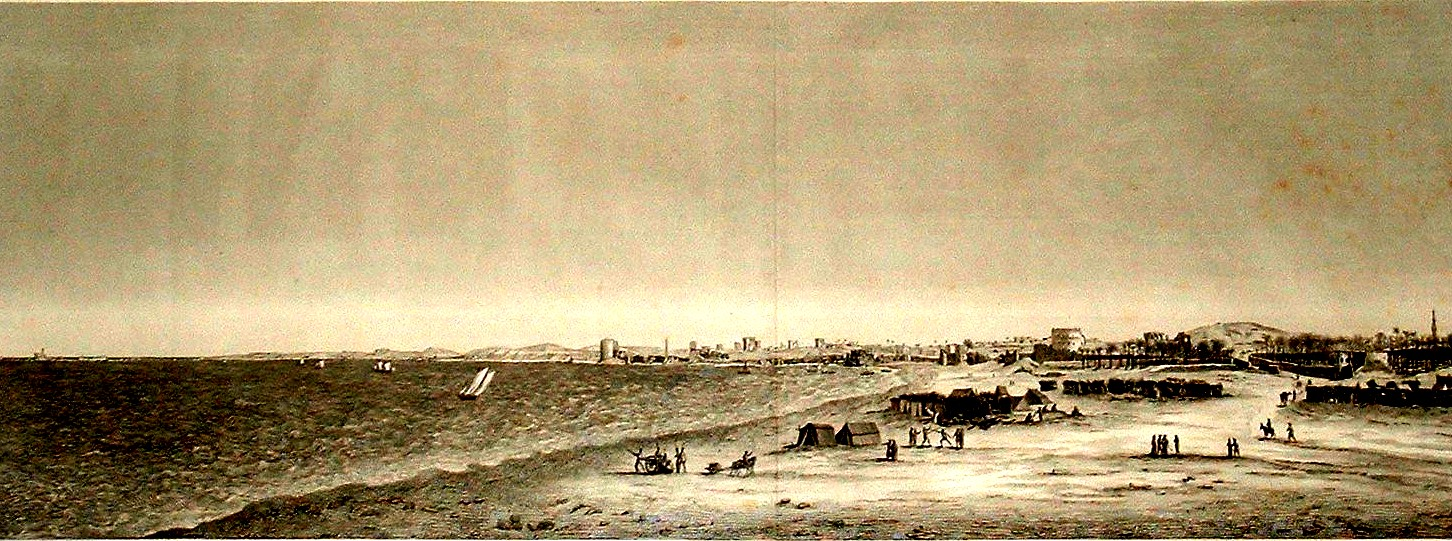
منظر الميناء وكوم الدكة كما يبدو من أرض العروض، رسمت سنة 1798م

قدمت الحملة الفرنسية إلى مصر عام 1798، ووجدت مقاومة كبيرة من أهالي الإسكندرية بقيادة السيد محمد كريم، حاكم الإسكندرية. حاول نابليون بونابرت التأثير على المشاعر الدينية للمسلمين، وفي 4 يوليو 1798 أبرم وثيقة بالعهود التي أخذها الفريقان كل منهما على الآخر، قضت بأن يستمر أعيان المدينة في العمل بقوانينهم والقيام بشعائرهم ومراعاة العدل والابتعاد عن مسالك الهوى، ولا يُقضى في أمر إلا بعد الرجوع إلى رأي مجلس العلماء. وقد عُين السيد محمد كريم محافظًا على المدينة، لكنه اتُهم بخيانة الفرنسيين وصدر أمر باعتقاله وإعدامه في 6 سبتمبر 1798.
تعرضت الإسكندرية لحالة من الفوضى والاضطراب في أعقاب خروج الحملة الفرنسية عام 1801. وعندما سلم الباب العالي بتعيين محمد علي باشا على مصر، ظل حريصًا على استبقاء الإسكندرية معقلًا للنفوذ العثماني في مصر. ورغم خضوع الإسكندرية لإشراف الباب العالي مباشرة، فإن ذلك لم ينف حقيقة تثبيت محمد علي في حكم مصر مع ميوله الفرنسية، وهو الأمر الذي هدد مصالح بريطانيا. وقد دفع هذا الأمر بريطانيا إلى إرسال حملة إلى الإسكندرية، وفي 20 مارس 1807 استسلم حاكمها أمين أغا. وفي صبيحة يوم 20 سبتمبر 1807، دخل محمد علي الإسكندرية على رأس ألفين من جنده، وقد ترتب على جلاء الإنجليز مغادرة كثير من أولئك الذين اعتقدوا أنهم صاروا موضع كراهية عظيمة بسبب صداقتهم ومعاونتهم للإنجليز.

## الاحتلال الإنجليزي

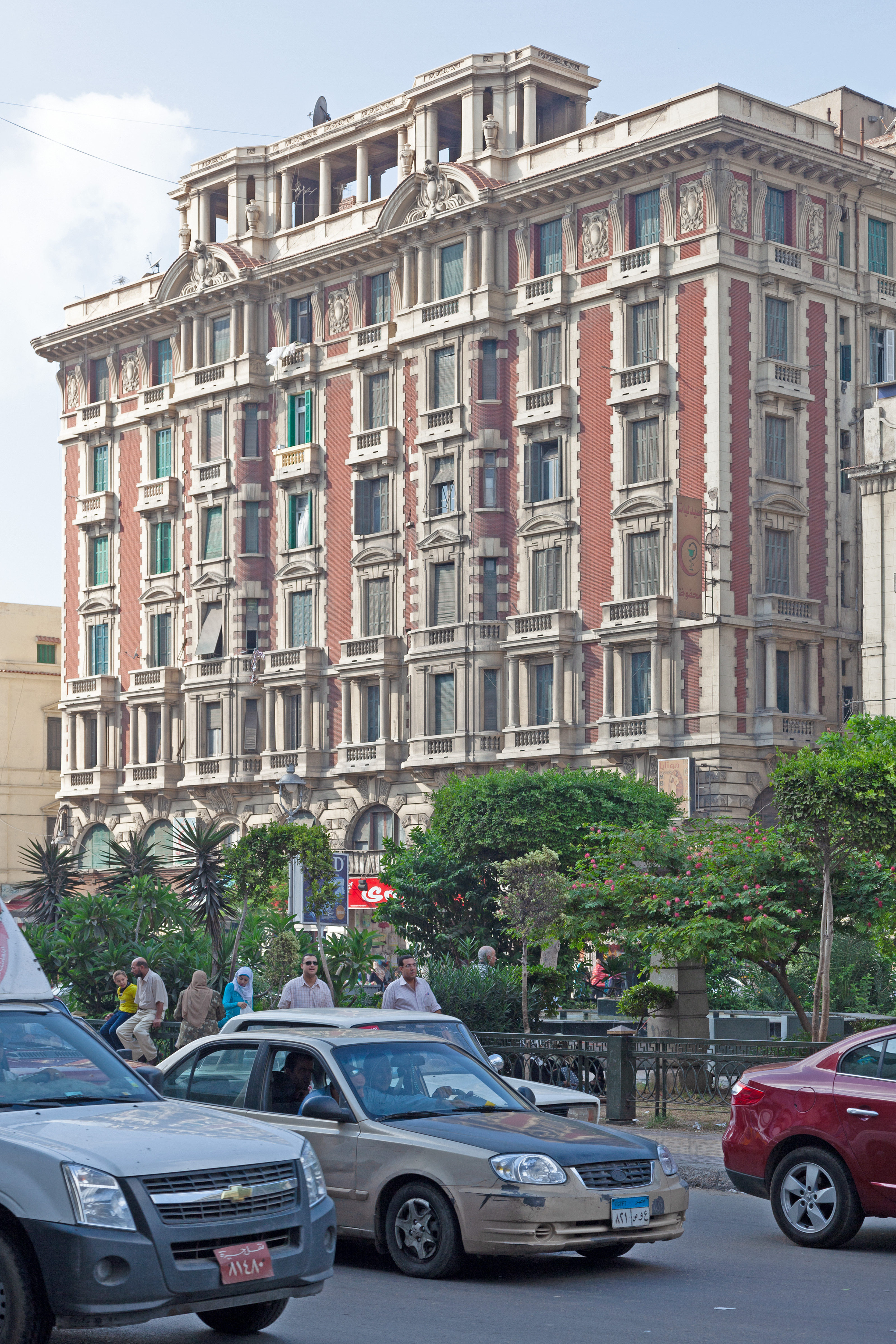
الطراز المعماري الأوروبي بتنوعه له حضور في منقطة وسط البلد

مذبحة الإسكندرية يوليو 1882

## نهضة جديدة للمدينة

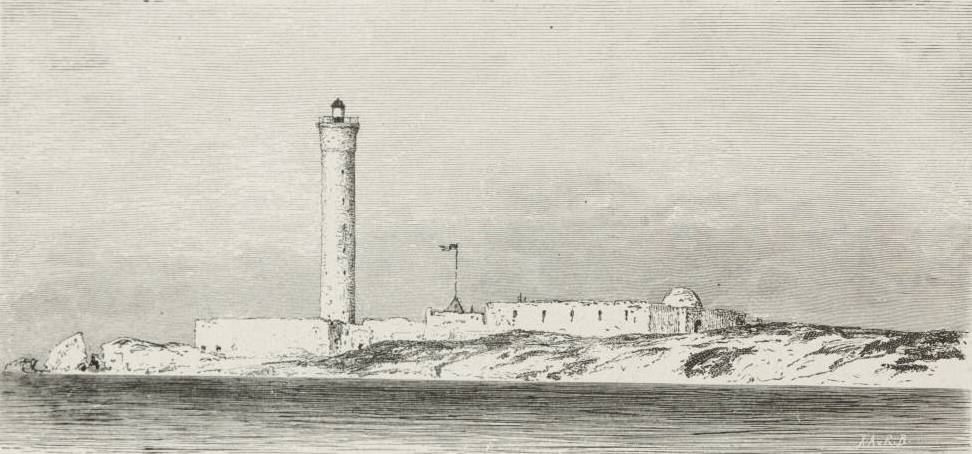
«الفنار الحديث» 1878م

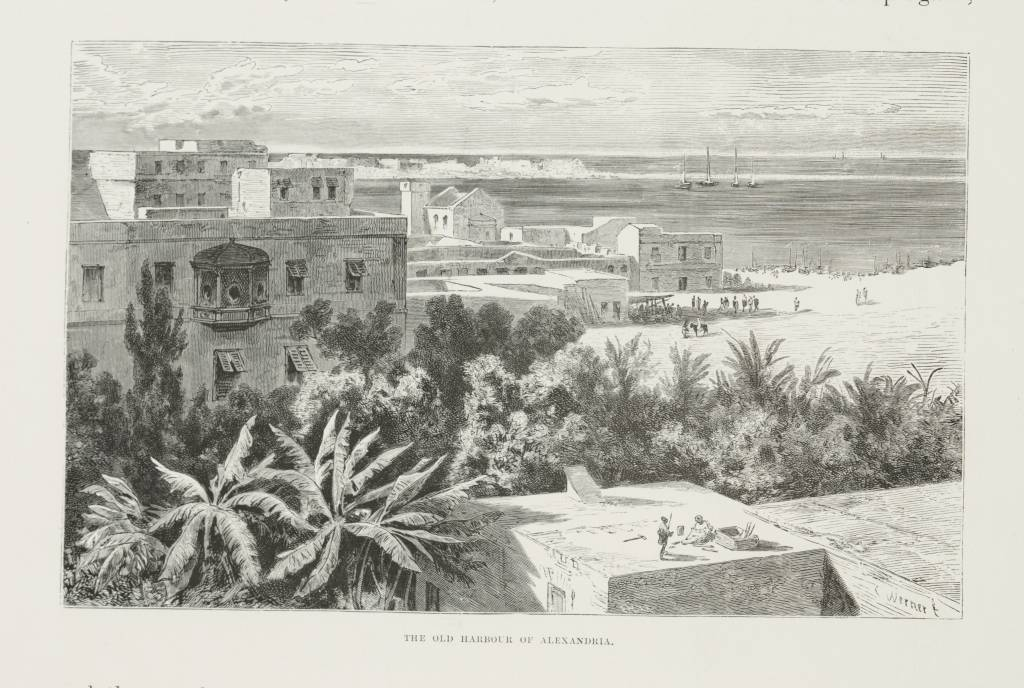
الميناء 1878م

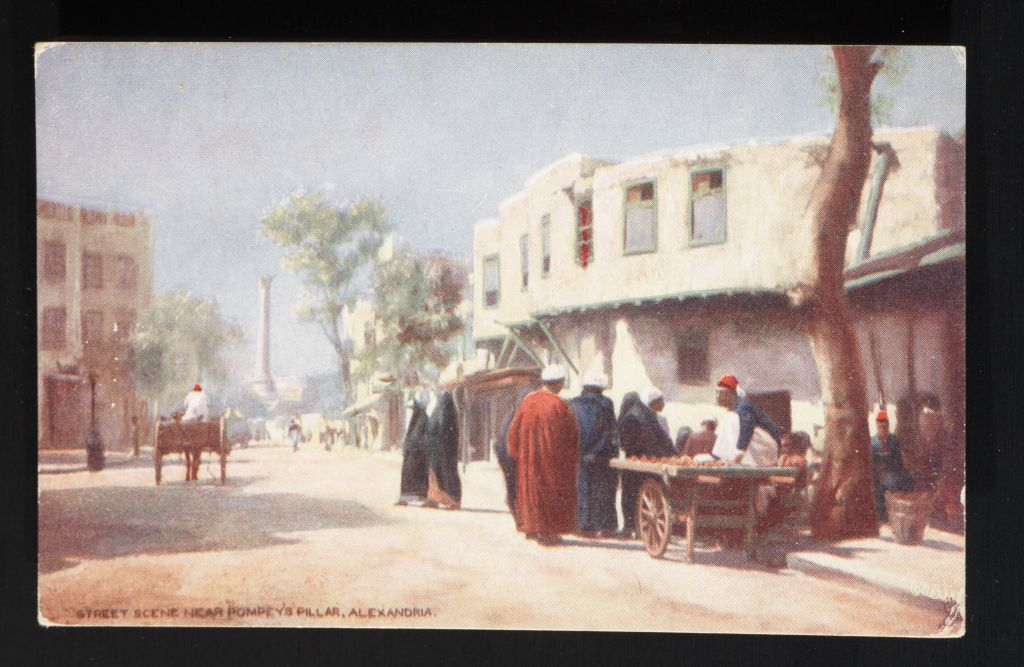
عمود السواري في نهايات القرن التاسع عشر

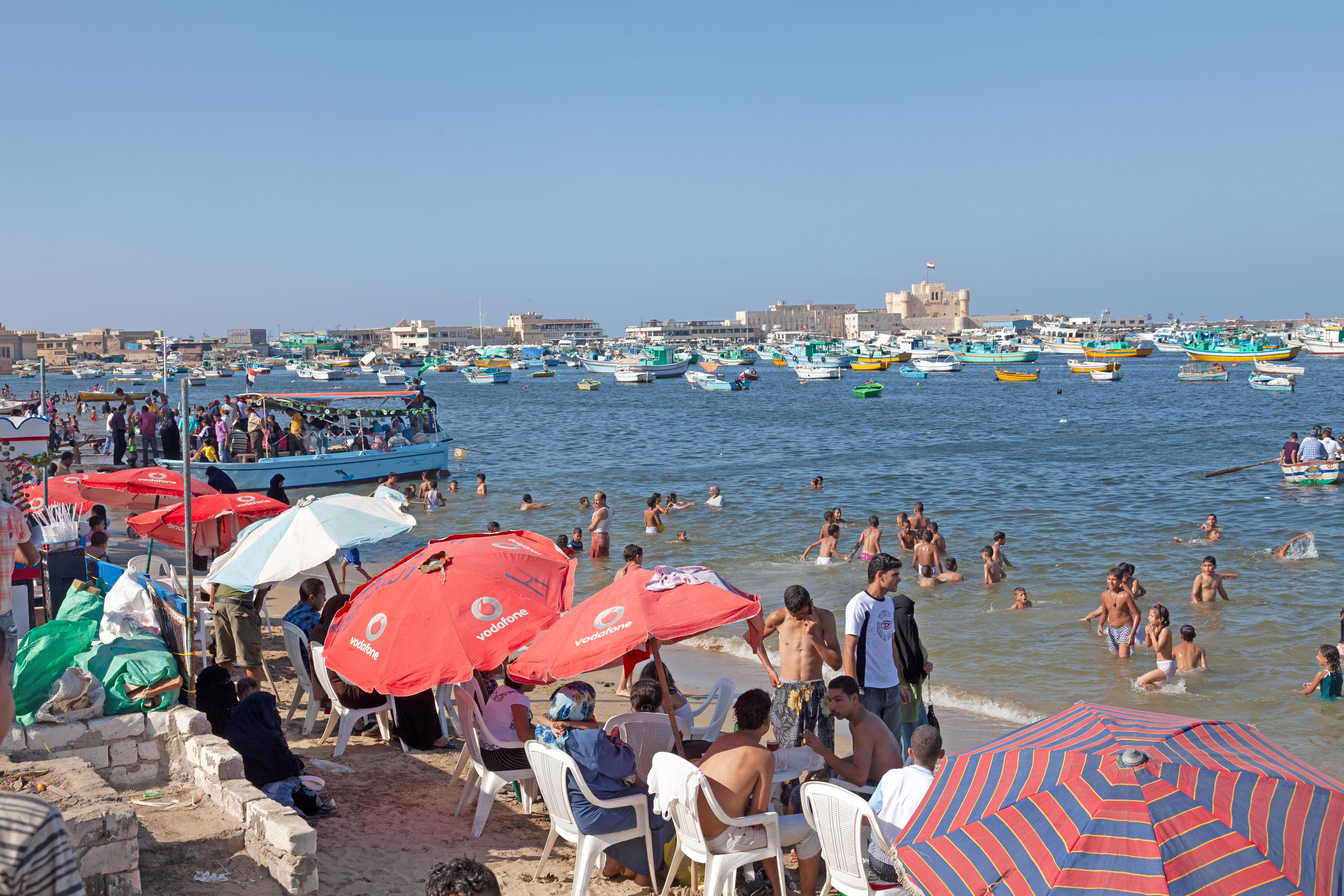
«البلاج» - امتدت شواطئ المدينة بطول الساحل تقريبا قبل توسعة طريق الكورنيش

تدين الإسكندرية لمحمد علي باشا بالنهضة، حيث أعاد للمدينة الحياة بشكل ملحوظ. ففي عام 1820، تم الانتهاء من حفر قناة المحمودية لربط الإسكندرية بنهر النيل، مما كان له الفضل في إنعاش اقتصاد المدينة. كما تم تصميم الميناء الغربي ليكون الميناء الرسمي لمصر، وبُنيت منارة حديثة عند مدخله. بالإضافة إلى ذلك، فإن منطقة المنشية هي بالأساس من تصميم مهندسيه. شيد محمد علي عند رأس التين مقره المفضل، وأصبحت الإسكندرية مقر قناصل الدول الغربية، مما منحها طابعًا أوروبيًا وجذب إليها العديد من الفرنسيين واليونان واليهود والسوريين. ومع بناء أسطول مصري قوي، خرجت عدة حملات بحرية مصرية من الإسكندرية إلى جزيرة كريت ومورة وسوريا. وقد كانت المدينة مهددة مرتين: مرة بالأسطول اليوناني عام 1827، ومرة بالأساطيل البريطانية والفرنسية والروسية عام 1828. ومع ذلك، أصبحت الإسكندرية منذ تولي محمد علي الحكم وخلال الـ 150 سنة التالية أهم ميناء في البحر المتوسط ومركزًا مهمًا للتجارة الخارجية، حيث زاد عدد سكانها من 8000 نسمة عند تولي محمد علي الحكم إلى 60000 نسمة.
تحت حكم خلفاء محمد علي، استمرت الإسكندرية في النمو الاقتصادي، وخاصة بعد افتتاح قناة السويس في عام 1867. كما زاد النمو السكاني نحو شرق المدينة عند منطقة الرمل، والتي كانت قد تحولت إلى مجرد خراب، لمواكبة الزيادة في عدد السكان. وتم ربط الإسكندرية بالقاهرة بخط سكة حديد في عام 1856. في عام 1882، قام الزعيم الوطني أحمد عرابي بثورة ضد الخديوي توفيق احتجاجًا على التدخل البريطاني في شؤون مصر. وتأزم الموقف عندما وصل الأسطول البريطاني إلى الإسكندرية وقصف المدينة لمدة يومين حتى استسلمت، معلنة بداية الاحتلال البريطاني لمصر والذي دام لسبعين عامًا. تحت الاحتلال البريطاني، زاد عدد الأجانب وخاصة اليونان، الذين أصبحوا يمثلون مركزًا ثقافيًا وماليًا مهمًا في المدينة. وتحولت الإسكندرية وقناة السويس إلى مواقع استراتيجية مهمة للقوات البريطانية. وفي تقرير للقنصل البريطاني عن الإسكندرية عام 1904، قال: «زاد حجم الإنشاءات والمباني وزادت أسعار الأراضي بصورة هائلة، كما تضاعفت تكلفة المعيشة في المدينة». وخلال الحرب العالمية الثانية، كانت الإسكندرية مهددة عندما وقعت معركة العلمين على ساحل البحر المتوسط غرب المدينة. ومع حلول عام 1952، قام بعض من ضباط الجيش المصري بانقلاب عسكري تم تعريفه فيما بعد بـ«ثورة 52» أدى إلى خروج الجيش البريطاني نهائيًا في عام 1954. ومن الإسكندرية، خرج الملك فاروق بعد أن تنازل عن العرش ورحل إلى منفاه في إيطاليا. ومن الإسكندرية، وبالتحديد في ميدان المنشية، أعلن الرئيس جمال عبد الناصر (الذي وُلِد في الإسكندرية) تأميم قناة السويس.

### دورالإسكندريةفيالمسرحوالفن
كما أن الإسكندرية كان لها دور في المسرح والفن المصري فهناك مثلاً كان يوجد تصوير لـأمينة رزق ولـتوفيق الدقن ولـ عبد الرحمن أبو زهرة في المسرح القومي في الإسكندرية.